# Буххольц, Фредерик
Фредерик Буххольц (нем. Friedrich Buchholtz; 16 мая 1792, Олштынек, Пруссия — 15 мая 1837, Варшава) — мастер по изготовлению роялей и органов. После окончания обучения мастерству создания роялей в Вене Буххольц переехал в Варшаву и в 1815 г. открыл фабрику роялей на ул. Мазовецкой. Частым гостем арт-салона в его доме и фабричного магазина был композитор Фридерик Шопен, который приобрел для себя один из роялей Буххольца. Говорили, что каждый раз, когда Шопена приходили слушать более двух гостей, компания перемещалась в мастерскую Буххольца.
После смерти мастера в 1837 г. управление фабрикой взяла на себя его жена, а позже, в 1841-46 гг., — его сын Юлиан. До наших дней сохранилось лишь несколько инструментов Буххольца. В 2017 г. Институт им. Фредерика Шопена заказал создание копии концертного рояля Буххольца современному мастеру Полу Макналти. В 2018 г. этот рояль был использован на Первом международном конкурсе пианистов на исторических инструментах им. Шопена.

## Записи, сделанные на оригиналах и копиях роялей Буххольца
1. Кшиштов Княжек. Фридерик Шопен, Кароль Курпински. Piano Concerto No.2 f-moll (solo version), Mazurkas, Ballade; Fugue & Coda B-dur. Архивная копия от 13 мая 2021 на Wayback Machine Записано на копии рояля Буххольца от Пола Макналти
2. Томаш Риттер. Фридерик Шопен. Sonata in B Minor, Ballade in F minor, Polonaises, Mazurkas. Karol Kurpinski. Polonaise in D minor. Архивная копия от 9 июля 2021 на Wayback Machine Записано на рояле Плейель 1842 г., Ерар 1837 г. и копии рояля Буххольца 1825—1826 гг. от Макналти
3. Алексей Любимов и коллеги. Людвиг ван Бетховен. Complete piano sonatas. Архивная копия от 17 апреля 2021 на Wayback Machine Записано на копиях роялей Штайна, Вальтера, Графа, Буххольца